# Magí Germà i Subirà
Magí Germà i Subirà (Barcelona, 1805 - Lleida, 1842) fou un compositor català.
El 1826 aconseguí per oposició la plaça de mestre de capella de la catedral de Lleida, succeint en Josep Menéndez, la qual deixà el 1831, a causa del seu mal estat de salut.
Deixà inspirades composicions, especialment un salm a dos cors amb acompanyament d'orgue, un Te Deum i unes Lamentacions.